# Samuel Kmicic
Samuel Kmicic herbu Radzic II (zm. 13 kwietnia 1692) – strażnik wielki litewski od 1676 r., pułkownik wojsk litewskich, chorąży orszański. Był jednym z najbardziej utalentowanych dowódców wojskowych I Rzeczypospolitej.
Henryk Sienkiewicz, wzorując się na postaci Samuela, bohaterem swojej powieści Potop uczynił Andrzeja Kmicica.

## Działalność
W czasie potopu szwedzkiego w 1655 r. był jednym z organizatorów Konfederacji żołnierskiej w Wierzbołowie, która wypowiedziała posłuszeństwo hetmanowi wielkiemu litewskiemu Januszowi Radziwiłłowi, i jej konsyliarzem. 8 września 1655 r. stanął na czele poselstwa wojska litewskiego, które uzyskało od króla Polski Jana Kazimierza obietnicę oddania wojsku dóbr, skonfiskowanych zdrajcy Radziwiłłowi. Po powrocie natychmiast rozpoczął zajmowanie i grabież dóbr radziwiłłowskich (wówczas Radziwiłł próbował go bezskutecznie otruć winem). 28 grudnia 1655 r. przystąpił do konfederacji tyszowieckiej.
4 kwietnia 1656 r. odznaczył się w bitwie w widłach Wisły i Sanu. W maju na czele kilku chorągwi wziął udział w wojnie polsko-rosyjskiej, osłaniając operacje wojsk koronnych nad Berezyną.
W lecie 1659 jego oddział ruszył do walki przeciwko Szwedom w Kurlandii, gdzie szybko doszło do konfliktu pomiędzy nim a Michałem Pacem o przywództwo. W styczniu 1660 zbuntował dywizję sapieżyńską i uszedł z nią samowolnie z pola walki. 
W marcu w Drohiczynie, gdzie Kmicic ściągnął swoją dywizję na polecenie hetmana Pawła Sapiehy, na jego polecenie powstała konfederacja przeciwko królowi Janowi Kazimierzowi. Konfederacja ta obwołała Kmicica pułkownikiem generalnym skonfederowanego wojska, które zażądało wypłaty zaległego żołdu od króla i przywrócenia na stanowisko Pawła Sapiehy. W konsekwencji Kmicica obwołano infamisem i objęto konfiskatą jego dobra. Król Jan Kazimierz ugiął się jednak pod presją sytuacji militarnej i przywrócił go do czci i majątku, w związku z czym Kmicic 14 maja rozwiązał konfederację. Wziął udział w kampanii 1660 r. przeciwko Rosji, dowodząc strażą przednią.
Uczestniczył w bitwie pod Połonką. Wyruszył w pogoń za uciekającymi wojskami rosyjskimi. Zniósł 1,5 tys. piechoty i zdobył zamek w Mirze. W 1661 r. brał udział w walkach z Iwanem Andrzejewiczem Chowańskim w okolicach Połocka. Przeprowadził serię działań zaczepnych na terytorium moskiewskim. W 1663 r. na czele 17 chorągwi zdobył przedmieścia Smoleńska i uderzył na głębokość 20 mil na teren Rosji, pustosząc jej terytorium. W styczniu 1664 podszedł zagonem pod Rosław i Briańsk.
Osiadł na swoich dobrach w powiecie orszańskim. Tu aktywnie uczestniczył w życiu politycznym. Przewodniczył sejmikom w Orszy i brał udział w sejmikach mińskich. Był rojalistą i popierał profrancuski kurs polityki Jana Kazimierza. Poseł sejmiku województwa połockiego na sejm wiosenny 1666 roku. Poseł sejmiku borysowskiego powiatu witebskiego na sejm jesienny 1666 roku. W 1666 r. na czele pułku litewskiego wyruszył do Wielkopolski, by stłumić rokosz Lubomirskiego. Poseł sejmiku orszańskiego na sejm nadzwyczajny abdykacyjny 1668 roku. W 1669 r. wybrany posłem na sejm z województwa mińskiego. W 1674 r., w czasie wyprawy Jana Sobieskiego na Ukrainę, dowodził lewym skrzydłem wojsk litewskich. Elektor Jana III Sobieskiego z powiatu orszańskiego w 1674 roku, jako deputat podpisał jego pacta conventa. Poseł na sejm koronacyjny 1676 roku z Orszy. 2 lutego 1676 r. został strażnikiem wielkim litewskim. Poseł na sejm 1681 roku.
Jego żoną była Anna z Kantakuzenów (1-o za Korsakiem, podwojewodzim połockim; 2-o za Ciechanowieckim).